# Como la Flor
«Como la Flor» (с исп. — «Как цветок») — сингл американской певицы Селены с её третьего студийного альбома Entre a Mi Mundo. Песня была ремикширована в 1995 году для альбома Dreaming of You.

## Чарты
Сингл достиг шестого места в хит-параде Hot Latin Songs журнала Billboard и девятого места в хит-параде Latin Regional Mexican Airplay в 1992 году. Он стал третьим синглом Селены, попавшим в чарты.
| Чарт (1992)                           | Позиция |
| ------------------------------------- | ------- |
| U.S. Billboard Top Latin Songs        | 6       |
| U.S. Billboard Regional Mexican Songs | 9       |
| U.S. Billboard Latin Streaming Songs  | 11      |

## Сертификации
| Регион                                                                      | Сертификация          | Продажи |
| --------------------------------------------------------------------------- | --------------------- | ------- |
| США (RIAA)                                                                  | 9× Платиновый (Latin) | 540 000 |
| Данные о продажах + прослушиваниях приведены только на основе сертификации. |                       |         |